# Vidia
I Vidia furono una rock band musicale italiana formatasi a Firenze nel 1980, autori di "bizzarro e raffinatissimo cocktail di stili".

## Storia
I Vidia (per esteso, Viadotto dell'InDIAno), prendono il nome da un ponte che si trova a Firenze sulla confluenza tra il fiume Arno ed il torrente Mugnone, sulla quale è collocato un monumento funebre di un principe dell'India. Il gruppo nacque nel 1980 ed era composto da Enrico Greppi alla voce (poi divenuto Erriquez della Bandabardò), Alberto Agnelli alla chitarra, Massimiliano Rossi al basso, Alessandro Gerbi alle percussioni e Leo Martera alla batteria.
Nel 1988 furono tra i vincitori del festival Rock Contest organizzato fin dal 1984 da Controradio. Da questa esperienza uscì la loro prima pubblicazione nella compilazione Rock Contest 88 (Sound City Records) registrata presso il Tenax di Firenze.
Incisero un unico LP nel 1991 dal titolo Solo un folle può sfidare le sue molle con l'etichetta discografica CGD di Milano sotto la produzione artistica di Gianni Maroccolo ex bassista dei Litfiba.
La rock band si sciolse nel gennaio del 1991 sotto la pressione della casa discografica CGD che in seguito alla richiesta del nuovo disco fece preparare ai Vidia circa 20 nuovi brani musicali, alcuni dei quali sono finiti nella successiva discografia della Bandabardò.

## Discografia

### Album
- 1991 - Solo un folle può sfidare le sue molle

### Compilazioni
- 1988 - Rock Contest - Fratelli
- 1993 - Rock Targato Italia - Solo in mezzo al bar